# Rupicapra pyrenaica ornata
Il camoscio d'Abruzzo o camoscio appenninico (Rupicapra pyrenaica ornata Neumann, 1899) è un mammifero artiodattilo della sottofamiglia dei Caprini. Si tratta di una sottospecie di camoscio a sé stante: i camosci appenninici, infatti, sono una popolazione ben distinta sia da quella alpina (Rupicapra rupicapra, alla quale un tempo questi animali erano accorpati come sottospecie -R. rupicapra ornata-), che da quella pirenaica (Rupicapra pyrenaica), alla quale è ascritta col rango di sottospecie.

## Descrizione

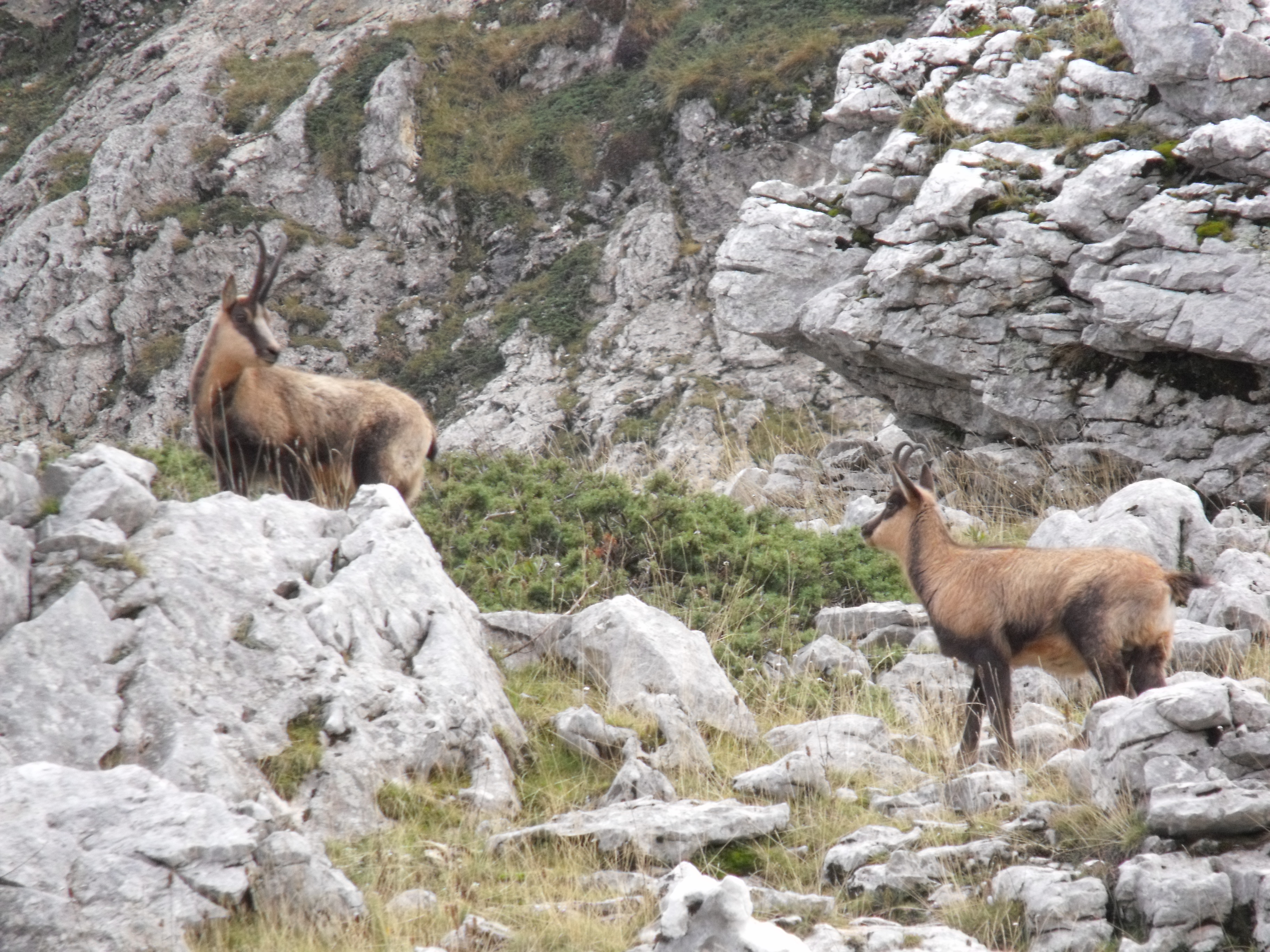
Camosci tra le rocce

### Dimensioni
Misura fino a 130 cm di lunghezza, per un'altezza al garrese che sfiora gli 80 cm. Il peso non è mai superiore al mezzo quintale. Le femmine hanno generalmente minori dimensioni e forma più slanciata.

### Aspetto
Si differenzia dalle altre specie di camoscio principalmente per le corna, che pur avendo la caratteristica forma ad uncino sono assai più lunghe (fino a 30 cm ed oltre, contro i 20 cm di media delle altre specie) rispetto a quelle degli altri camosci. Le corna sono perenni come in tutti i Bovidi, ossia non cadono, e presenti in ambedue i sessi.
Il camoscio d'Abruzzo durante i mesi estivi presenta colorazione rossiccia con le parti ventrali e la testa che sfumano nel giallastro. Durante l'inverno il manto estivo muta per lasciare il posto al vello invernale, più lungo e folto e di colore bruno-nerastro su dorso, coda, ventre e zampe, mentre il posteriore, il muso, la fronte e l'area che va dalle guance alle spalle sono di colore giallastro. Sia d'estate che d'inverno il camoscio d'Abruzzo presenta una caratteristica fascia di pelo scuro che ricopre gli occhi a mo' di mascherina e di una macchia chiara sulla gola, accompagnata da una fascia di colore bruno lungo il collo: tali ornamenti sono esclusivi di questi animali e notata dallo zoologo tedesco Oscar Neumann osservando nel 1899 un esemplare impagliato presso il museo di Genova, che per primo distinse il camoscio appenninico da quello alpino. Da tale fascia deriva il nome scientifico della sottospecie.

## Biologia

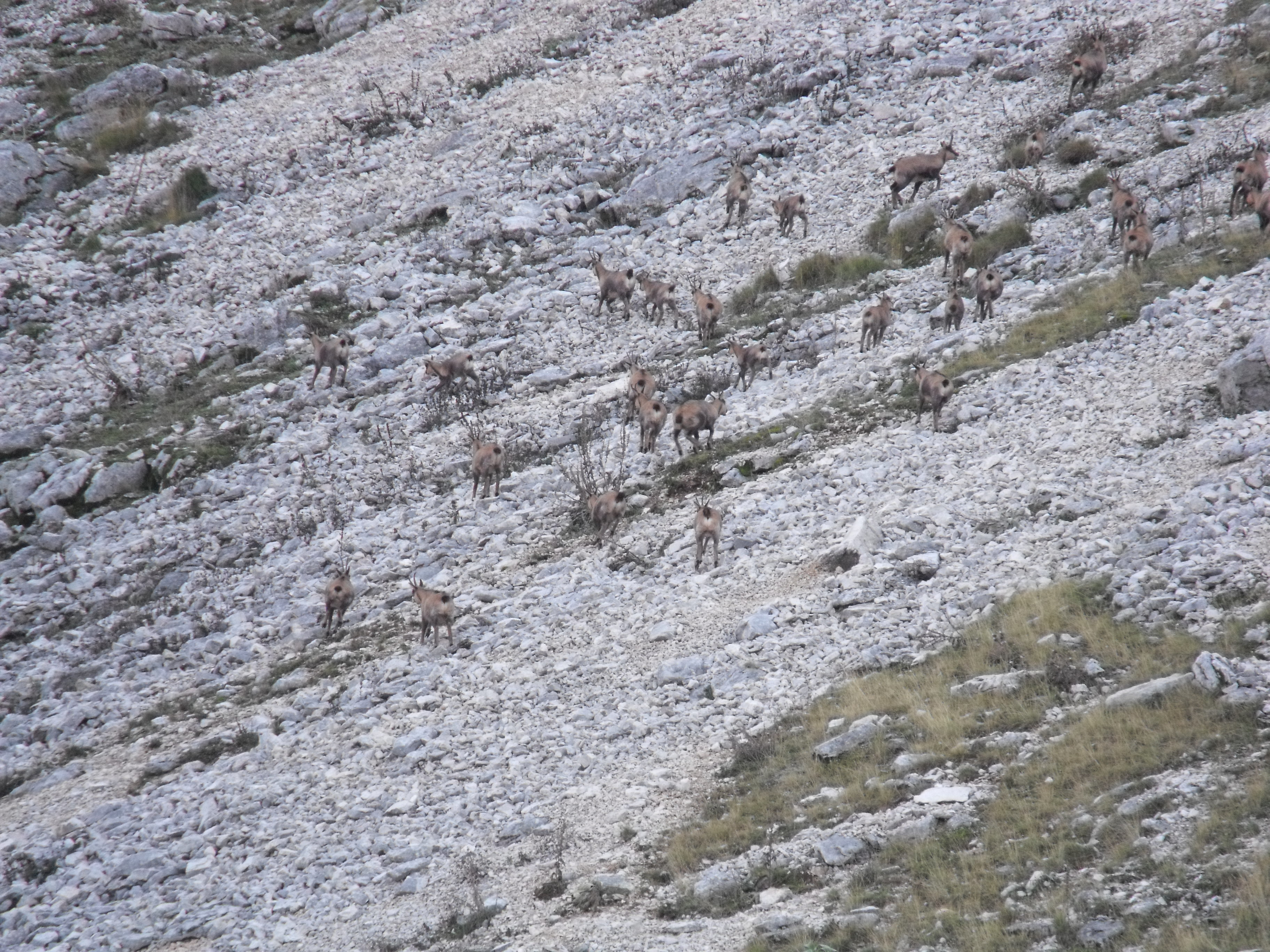
Branco di femmine e giovani sul massiccio della Camosciara

Si tratta di animali piuttosto schivi, che vivono isolati (i maschi) od in gruppi monosessuali coi piccoli (le femmine). Saltano con apparente noncuranza attraverso burroni e crepacci profondissimi per trovare il cibo lungo le lastre rocciose semiverticali. In caso di pericolo, fuggono a grandi balzi, ma messisi a distanza di sicurezza si girano spinti dalla curiosità per spiare l'aggressore: tale abitudine è stata la loro rovina nei tempi passati ed in parte anche adesso, poiché fermandosi per girarsi a guardare il cacciatore od il bracconiere che vuole colpirlo, l'animale non fa altro che esporsi come ottimo bersaglio per il suo fucile.

### Alimentazione
Durante l'estate, i camosci si nutrono perlopiù di erbe, in particolare le femmine prediligono il Festuco-Trifolietum thalii per la sua ricchezza di proteine, necessarie per l'allevamento della prole. Durante l'inverno, invece, essi ripiegano su muschi, licheni e germogli d'albero.

### Riproduzione

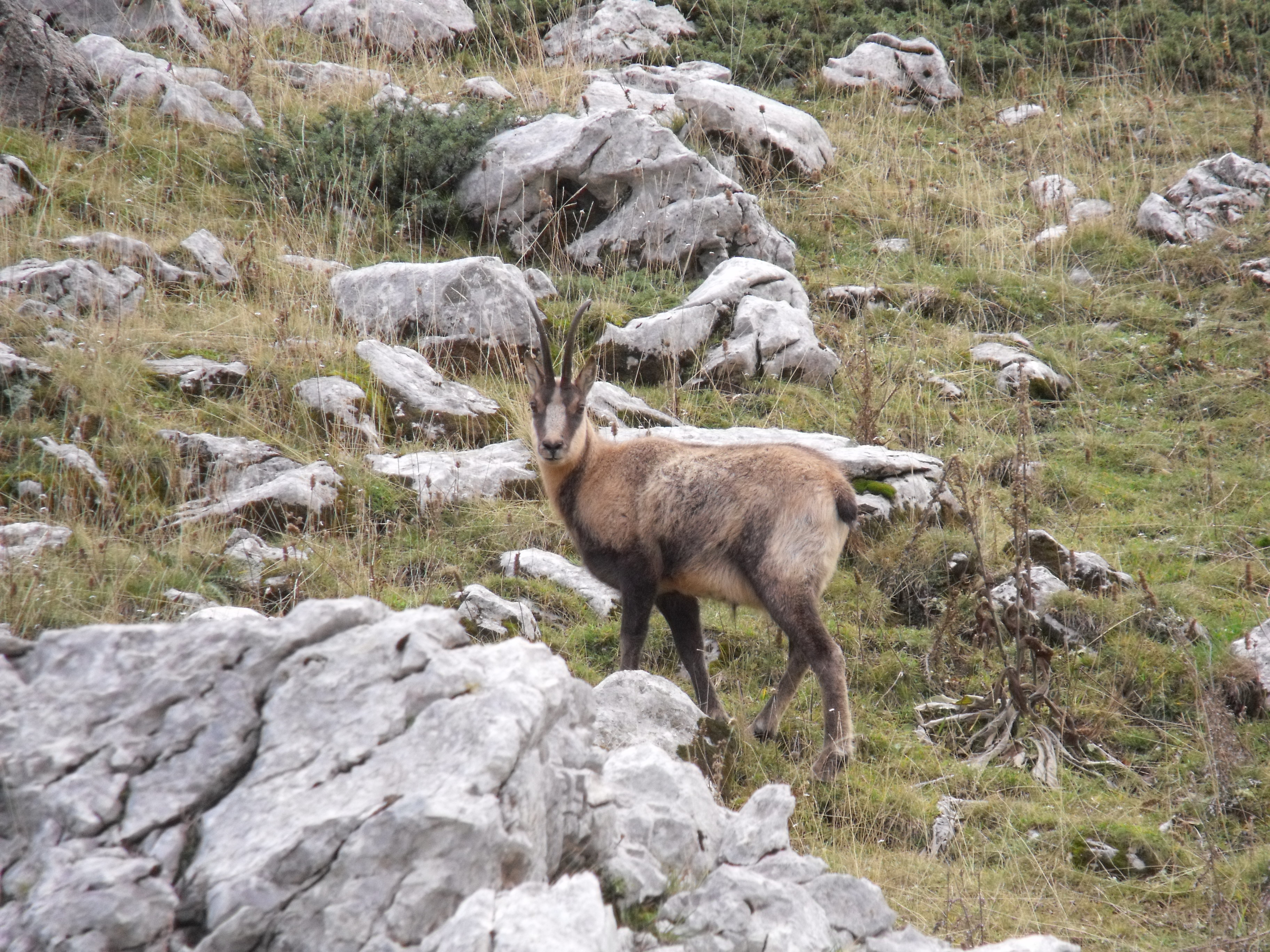
Camoscio al pascolo

I maschi, normalmente solitari, rompono il loro eremitaggio in autunno (solitamente verso la metà di ottobre), quando comincia il periodo estrale delle femmine. Per accaparrarsi il diritto all'accoppiamento, i vari maschi che si riuniscono attorno ad un gruppo di femmine in calore lottano in maniera molto cruenta, spesso procurandosi ferite anche gravi.
La gestazione dura circa sei mesi, al termine delle quali (di norma agli inizi di giugno) la femmina si allontana dal gruppo per dare alla luce un unico cucciolo in un luogo appartato. I piccoli sono molto precoci e nascono ben ricoperti di pelo e con gli occhi aperti, mentre sono in grado di camminare già qualche ora dopo la nascita. La loro crescita è piuttosto veloce, grazie al latte materno ricco di proteine, e nel giro di un anno i piccoli raggiungono l'indipendenza: a questo punto i maschi lasciano il gruppo per riunirsi in gruppi monosessuali con altri giovani maschi fino al terzo anno di vita, quando diverranno animali solitari, mentre le femmine tendono a restare nel gruppo natio anche dopo l'indipendenza.

## Distribuzione

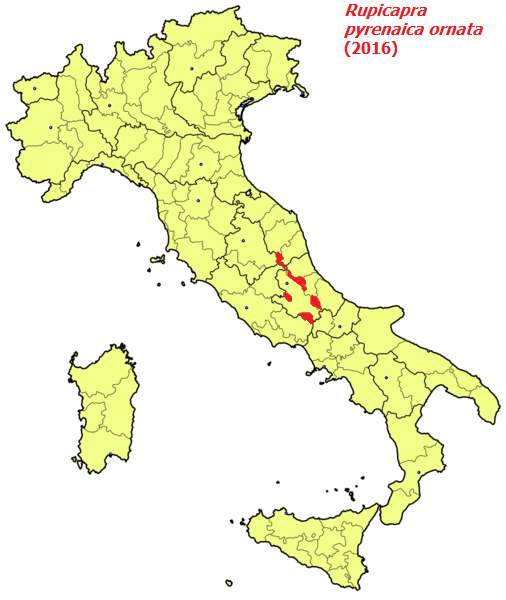
Areale del camoscio appenninico nel 2016

Come intuibile dal nome comune di questi animali, si tratta di animali endemici dell'area appenninica centrale: in particolare, la specie vive quasi esclusivamente in Abruzzo, con una popolazione originaria del parco nazionale d'Abruzzo, Lazio e Molise (gruppi montuosi della Camosciara e della Meta, fra Opi, Civitella Alfedena e Settefrati) dalla quale sono poi stati fatti prelievi di esemplari da impiegare nell'ambito dei progetti Life, finanziati dall'Unione europea, di reintroduzione (peraltro perfettamente riusciti) che hanno coinvolto il parco nazionale della Maiella (27 individui rilasciati fra il 1991 ed il 1997) e il parco nazionale del Gran Sasso e Monti della Laga (30 individui liberati fra il 1992 ed il 1999).
A fronte del buon ripopolamento delle aree citate in precedenza, dal 2008 la specie è stata reintrodotta con successo anche nel parco nazionale dei Monti Sibillini e, da luglio 2013, è in fase di reintroduzione nel parco naturale regionale Sirente-Velino, dove alcuni esemplari erano stati dapprima immessi nell'area faunistica di Rovere.
L’areale di distribuzione del camoscio appenninico un tempo era molto più esteso: durante la Piccola era glaciale comprendeva l’Appennino centro meridionale, dai Monti Sibillini fino ai Monti del Pollino, ma poi si contrasse progressivamente soprattutto per la pressione venatoria e la concorrenza col pascolo ovi-caprino. Intorno al 1890 si estinse dal massiccio del Gran Sasso e rimase solo una popolazione nell'area che nel 1923 sarebbe diventato il Parco nazionale d'Abruzzo.
L'habitat naturale del camoscio d'Abruzzo è costituito dalle aree montane caratterizzate dall'alternanza di pareti rocciose scoscese, prati alpini ed aree boschive con ricco sottobosco. Durante l'inverno, per far fronte alla scarsità di cibo dovuta alle abbondanti nevicate, le femmine ed i giovani tendono a spostarsi a quote più basse (anche al di sotto dei 1000 m), mentre i maschi adulti paiono preferire le aree boscherecce e rocciose durante tutto l'anno.

## Conservazione
La popolazione di camoscio appenninico è attualmente relativamente numerosa (circa 3.800 esemplari stimati nel 2024), ma in passato questa sottospecie ha rischiato l'estinzione più volte tra XIX e XX secolo, a causa delle continue uccisioni seguite all'abolizione della Riserva reale dell'Alta Val di Sangro. Tra la fine del 1912 e l'inizio del 1913, su interessamento del deputato Erminio Sipari, del botanico Pietro Romualdo Pirotta e dello zoologo Alessandro Ghigi, l'allora ministro dell'Agricoltura Francesco Saverio Nitti sottopose alla firma del Re un apposito decreto per il divieto di caccia ai camosci, il primo del genere in Italia, al fine di tutelare il «rarissimo ed endemico Camoscio dell'Abruzzo». Immediatamente operativo, il Regio Decreto 9 gennaio 1913, n. 11 venne convertito con Legge 11 maggio 1913, n. 433.
Grazie alla tutela e alla istituzione del parco nazionale d'Abruzzo  nel gennaio 1923, la popolazione di camoscio aumentò lentamente da circa 50 capi fino a raggiungere i 250 - 300 esemplari agli inizi degli anni Settanta. 
Verso la metà degli anni Novanta la popolazione del parco nazionale d'Abruzzo crebbe a circa 600 - 700 esemplari e da allora in questo parco è stabile, pur con oscillazioni annuali anche sensibili.
Parallelamente, grazie ai numerosi progetti Life, finanziati dall'Unione europea, il camoscio appenninico è stato reintrodotto sulle montagne in cui era scomparso: dapprima nei parchi nazionali della Maiella e del Gran Sasso, già nel 1991 - 1992. Successivamente, a seguito dell'elaborazione da parte del Ministero dell'Ambiente del Piano d'azione nazionale per il camoscio appenninico nel 2001, sono state individuate altre due aree idonee, le cime del parco nazionale dei Sibillini e il parco regionale del Sirente-Velino, dove i camosci sono stati reintrodotti rispettivamente nel 2008 e 2013.
Grazie a queste reintroduzioni, nel 2018 la popolazione del Camoscio d'Abruzzo ha raggiunto i 2 800 esemplari. In particolare nel 2017 si sarebbe registrato un incremento della popolazione pari al 45% rispetto al 2014. La popolazione nel 2024 è stimata in almeno 3.800 esemplari, con una tendenza a un leggero incremento complessivo.
Le previsioni per gli anni venti del secolo XXI sono di un consolidamento della popolazione; in particolare, il Piano d'azione nazionale per il camoscio appenninico ha evidenziato che i Monti Sibillini costituiscono una delle aree più vocate al camoscio, dove la popolazione presente è ancora limitata a causa della recente reintroduzione.
| Il camoscio appenninico - consistenza                                      |                     |            |            |                                       |                     |
| Area                                                                       | Numero di esemplari | Anno stima | Tendenza   | Anno estinzione                       | Anno reintroduzione |
| Parco nazionale d'Abruzzo, Lazio e Molise e sua Zona di Protezione Esterna | oltre 720           | 2023       | stabile    |                                       |                     |
| Parco nazionale della Maiella                                              | circa 1500          | 2021       | in aumento | probabilmente seconda metà secolo XIX | 1991                |
| Parco nazionale del Gran Sasso e Monti della Laga                          | almeno 1241         | 2022       | in aumento | 1890                                  | 1992                |
| Parco nazionale dei Monti Sibillini                                        | almeno 274          | 2024       | in aumento | probabilmente seconda metà secolo XIX | 2008                |
| Parco naturale regionale Sirente-Velino                                    | circa 60            | 2021       | in aumento | probabilmente prima metà secolo XIX   | 2013                |

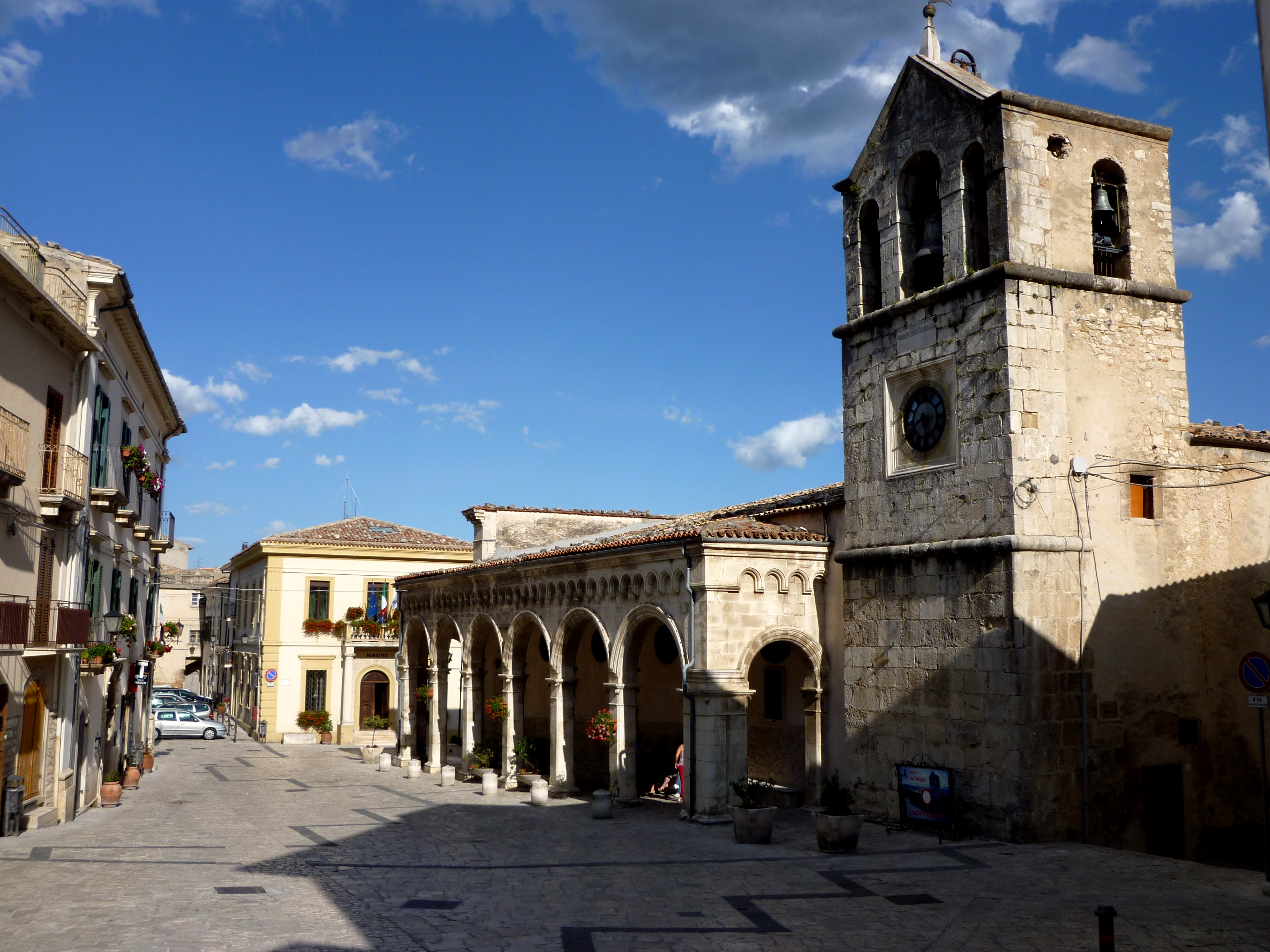
Lama dei Peligni, dove sorge il centro naturalistico Maurizio Locati per la conservazione del camoscio

La popolazione potenziale che le cinque aree sono in grado di ospitare non è nota, in quanto il territorio è destinato anche alla pastorizia e all'allevamento brado di ovi-capini e altri animali domestici che inevitabilmente entrano in competizione col camoscio, riducendo di fatto il numero di esemplari totali di selvatici che possono vivere. 
Il Piano d'azione nazionale per il camoscio appenninico ritiene che, oltre alle cinque aree sopra esposte, non ve ne siano altre adatte alla reintroduzione del camoscio. Sono state valutate le seguenti aree: 
- le cime del parco nazionale del Pollino, dove l'habitat non è adatto a garantire la sopravvivenza in estate di un numero di individui sufficientemente alto;
- l'area della Garfagnana - Alto Appennino reggiano, dove l'habitat sarebbe probabilmente adatto, ma non vi sono testimonianze sulla presenza storica del camoscio appenninico e di conseguenza l'immissione di esemplari di questa sottospecie si configurerebbe come "introduzione", da valutare pertanto con attenzione.

Nonostante il forte incremento numerico degli ultimi anni, la specie non è ancora del tutto immune al rischio di estinzione, in quanto le popolazioni restano di numero ridotto, il che determina una variabilita' genetica limitata e di conseguenza rende suscettibile il camoscio alla diffusione di patogeni e di parassiti, che potrebbero essere trasmessi anche da animali domestici bradi.
Secondo alcuni studiosi dell'Università di Siena, il riscaldamento climatico potrebbe, entro il 2070, ridurre sensibilmente la popolazione di camoscio appenninico nel suo areale storico all'interno del parco nazionale d'Abruzzo, Lazio e Molise, portandola alle soglie dell'estinzione. L'aumento della temperatura durante il periodo primaverile-estivo, infatti, potrebbe comportare un peggioramento della qualità dei pascoli (favorendo specie erbacee più termofile meno appetite dal camoscio), un innalzamento del limite altimetrico del bosco e la risalita del pascolo del cervo che entrerebbe in competizione, tutti fattori che ridurrebbero progressivamente l'habitat del camoscio appenninico.
Sotto l'aspetto della tutela diretta, la legislazione italiana in materia di caccia (Legge 157 dell'11 febbraio 1992) definisce la sottospecie particolarmente protetta e punisce molto severamente a livello penale l'abbattimento, la cattura e la detenzione della stessa. La legge prevede l'arresto da 3 mesi ad un anno ed un'ammenda da 1032 euro a 6195 euro, oltre che la revoca della licenza di caccia e il divieto di rilascio per 10 anni, divieto che diventa permanente in caso di recidiva.
Nel territorio di Opi oltre al museo del camoscio era stata allestita nel 1992 un'area faunistica di circa 20 ha sul monte Marsicano. Tuttavia, tale area è stata smantellata nel 2021.
A Lama dei Peligni e a Civitella Alfedena hanno sede i centri naturalistici del Museo naturalistico archeologico Maurizio Locati e il parco museo della Camosciara. A Rovere, frazione di Rocca di Mezzo, è inoltre presente un centro visite dedicato al camoscio e un'area faunistica che ospita una decina di individui.